# Musée Grévin (film)
Pour les articles homonymes, voir Grévin.
 (juillet 2025).
Pour plus de détails, voir Fiche technique et Distribution.
Musée Grévin est un court-métrage français réalisé par Jacques Demy, sorti en 1959.

## Résumé
À la terrasse d'un café, un homme rêve qu'il s'introduit, la nuit, dans le musée Grévin. Les statues s'y animent et s'en échappent pour errer dans Paris. Certaines partent même à la recherche de leurs modèles vivants : Jean Cocteau, Jean-Louis Barrault, Ludmila Tcherina, Louison Bobet. L'intrus, menacé de devenir à son tour effigie de cire, se réveille de son cauchemar, quand le garçon annonce la fermeture du café.

## Fiche technique
- Titre : Musée Grévin
- Réalisation : Jacques Demy
- Scénario et commentaire : Jean Masson
- Assistant réalisateur : Charles Nughe
- Photographie : Marcel Fradetal
- Opérateur : Jacques Duhamel
- Musique : Jean Françaix
- Montage : Guy Michel-Ange
- Production : Compagnie Française de Films
- Tournage : du 13 janvier au 28 janvier 1958
- Distribution : Cinédis
- Année : 1958
- Pays :  France
- Pellicule 35 mm, procédé standard / Eastmancolor
- Durée : 21 minutes
- Date de sortie : France - 1959

## Distribution
- Michel Serrault : Le visiteur au musée Grévin
- Ludmila Tcherina : Elle-même
- Jean Cocteau : Lui-même
- Jean-Louis Barrault : Lui-même
- Louison Bobet : Lui-même
- Bernard Thomas : Mozart, enfant